# 黑冠鸚鵡
，又名異色金肩鸚鵡或黃肩長尾鸚鵡，是中等身型的鸚鵡。牠們長約26厘米，呈土耳其玉色，頭部黑色，雙翼綠色，背部褐色，尾羽綠藍色，邊緣白色。牠們的喙淡灰色，腳呈灰褐色，眼睛褐色。雌鳥呈橄欖綠色，下身淡藍色。
黑冠鸚鵡是澳洲的特有種，棲息在北領地東北部半乾旱的地區。牠們會在白蟻丘上築巢。雌鳥每次會生2-4隻蛋。牠們主要吃種子、草莓及蔬菜。
雖然黑冠鸚鵡已從大部份的分佈地消失，但在一些保護地區仍很普遍。牠們被世界自然保護聯盟列為無危。

## 外部連結
- BirdLife Species Factsheet（页面存档备份，存于）